# Каза Цанре-Лукели (Павија)
Каза Цанре-Лукели је насеље у Италији у округу Павија, региону Ломбардија.
Према процени из 2011. у насељу је живело 39 становника. Насеље се налази на надморској висини од 261 м.